# Liparetrus collessi
Liparetrus collessi är en skalbaggsart som beskrevs av Britton 1980. Liparetrus collessi ingår i släktet Liparetrus och familjen Melolonthidae. Inga underarter finns listade i Catalogue of Life.